# Als Rev
Als Rev (lokalt kaldt Als Mallorca) er et 70.000 m2 stort rev, nord for indsejlingen til Mariager Fjord i Kattegat. Fra land tager det 20-25 minutters vadning for at nå ud til Als Rev. Navnet "Als Rev" kommer for fra landsbyen Als beliggende få km vest for revet. På en varm sommerdag kan det føles som en øde ø.